# Paolo Saglietto
Paolo Saglietto (* 20. März 1924 in Imperia; † 12. Juni 1973 in Rom) war ein italienischer Dokumentarfilmer.

## Leben
Saglietto besuchte das Centro Sperimentale di Cinematografia und widmete sich seit seinen Anfängen dem Dokumentarfilm. Für seine Arbeiten wurde er vielfach ausgezeichnet, u. a. 1970 mit dem Osella d'Argento sowie 1968 und 1971 mit dem Silbernen Band (für das dem Schriftsteller Beppe Fenoglio gewidmete Werk Il barbaro).
Bereits 1953 hatte er eine eigene Produktionsgesellschaft gegründet, die „Chimo Film“, auf die 1957 „Riviera Film“ folgte. Mit der zuletzt genannten finanzierte er zunächst seinen einzigen Langspielfilm, den auf ein Kinderpublikum zugeschnittenen Il pupo dal K.O. mit seinem Sohn Marco unter den zahlreichen Laiendarstellern; das Werk war wegen schlechter Vertriebsstrukturen jedoch kaum in den Kinos zu sehen. Später wandte er sich wieder seinen Dokumentararbeiten zu. Ab 1965 war es ihm mit der „Corona Cinematografica“ und der Unterstützung durch Pier Paolo Pasolini möglich, finanziell besser ausgestattete Arbeiten abzuliefern.
Saglietto starb im Alter von nur 49 Jahren.

## Filmografie (Auswahl)
Spielfilm
- 1957: Il pupo dal k.o. (auch Drehbuch)

Dokumentarfilm
- 1950: Il molo
- 1953: Italia brand
- 1954: Cinema italiano in provincia
- 1968: Le spalle al mondo
- 1970: Vivere morire
- 1971: Il barbaro
- 1971: Pittori con le ali
- 1973: Tra tutto e il nullo